# Liste der Auslandsvertretungen Sloweniens

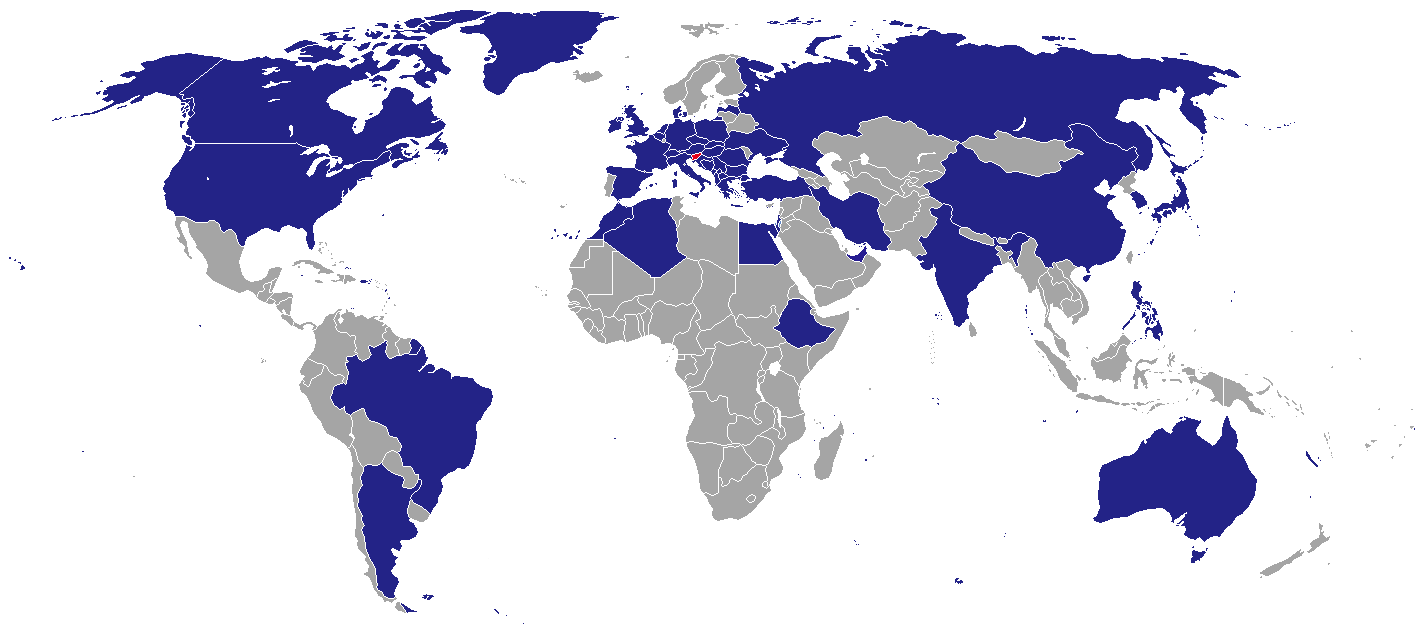
Standorte der diplomatischen Vertretungen (Botschaften und Konsulate, ohne Honorarkonsulate, Stand 2011)

Dies ist eine Liste der diplomatischen Vertretungen Sloweniens. Die Republik Slowenien unterhält ein Netzwerk von 39 Botschaften weltweit.

## Diplomatische Vertretungen

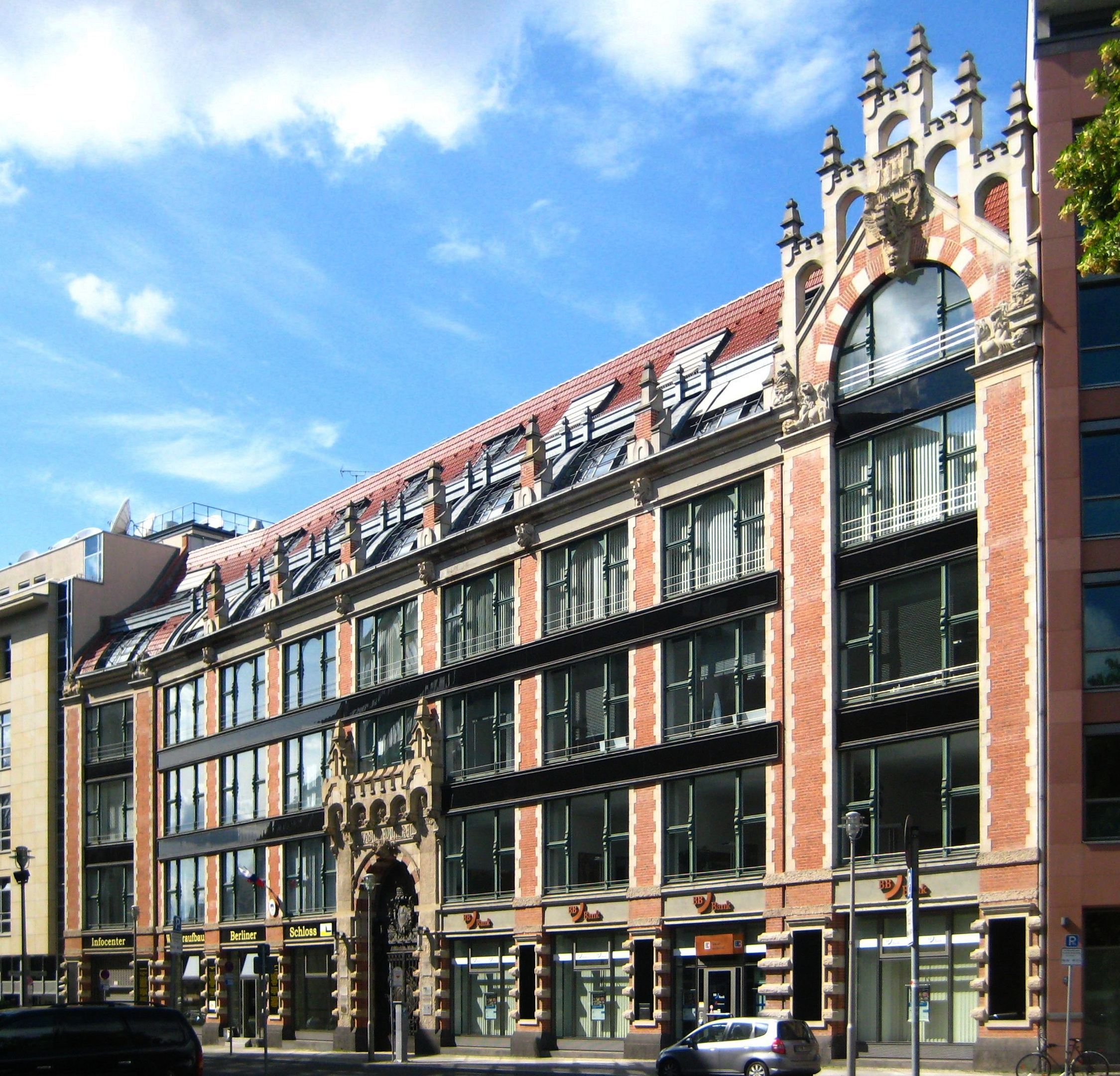
Slowenische Botschaft in Berlin

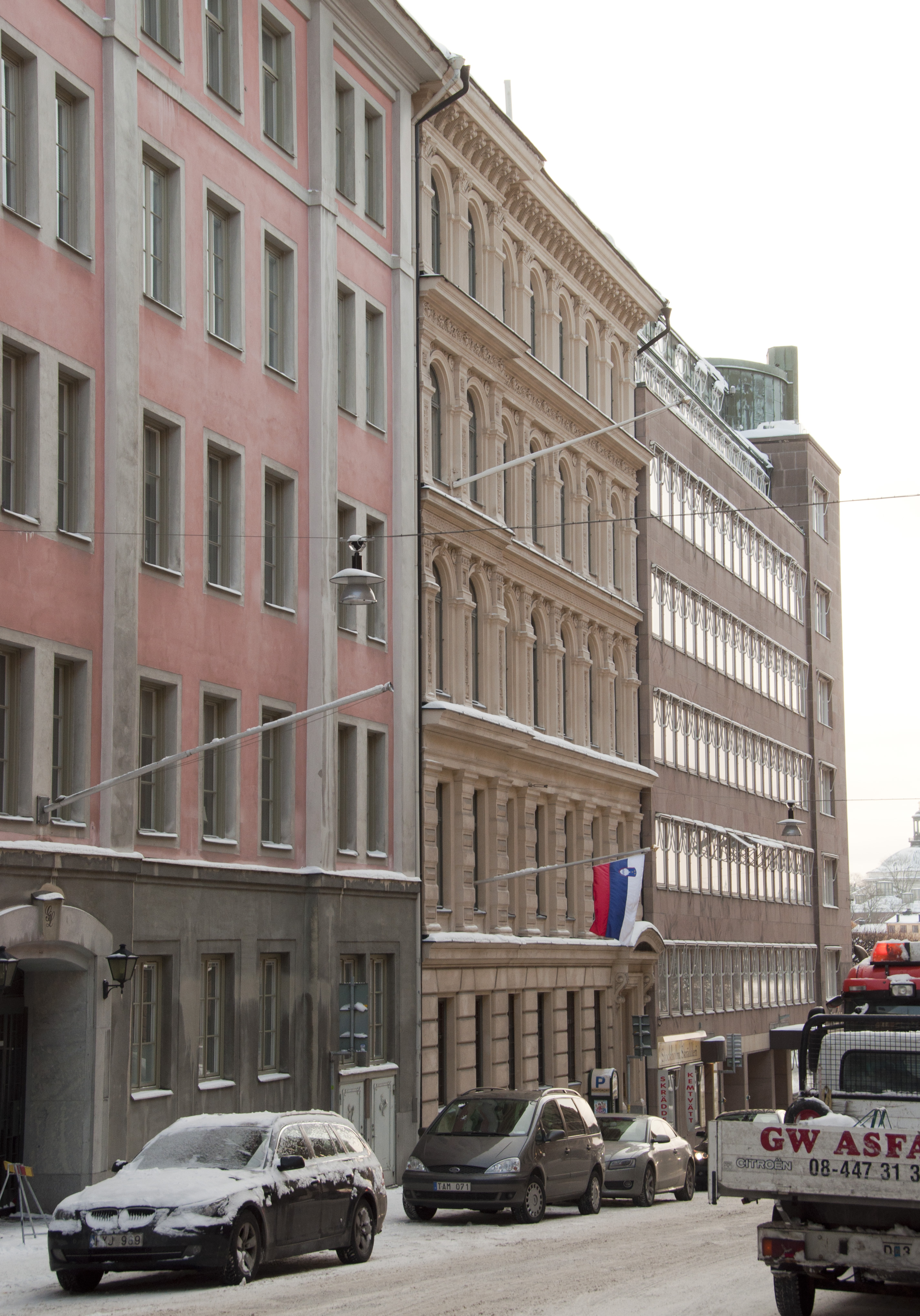
Slowenische Botschaft in Stockholm

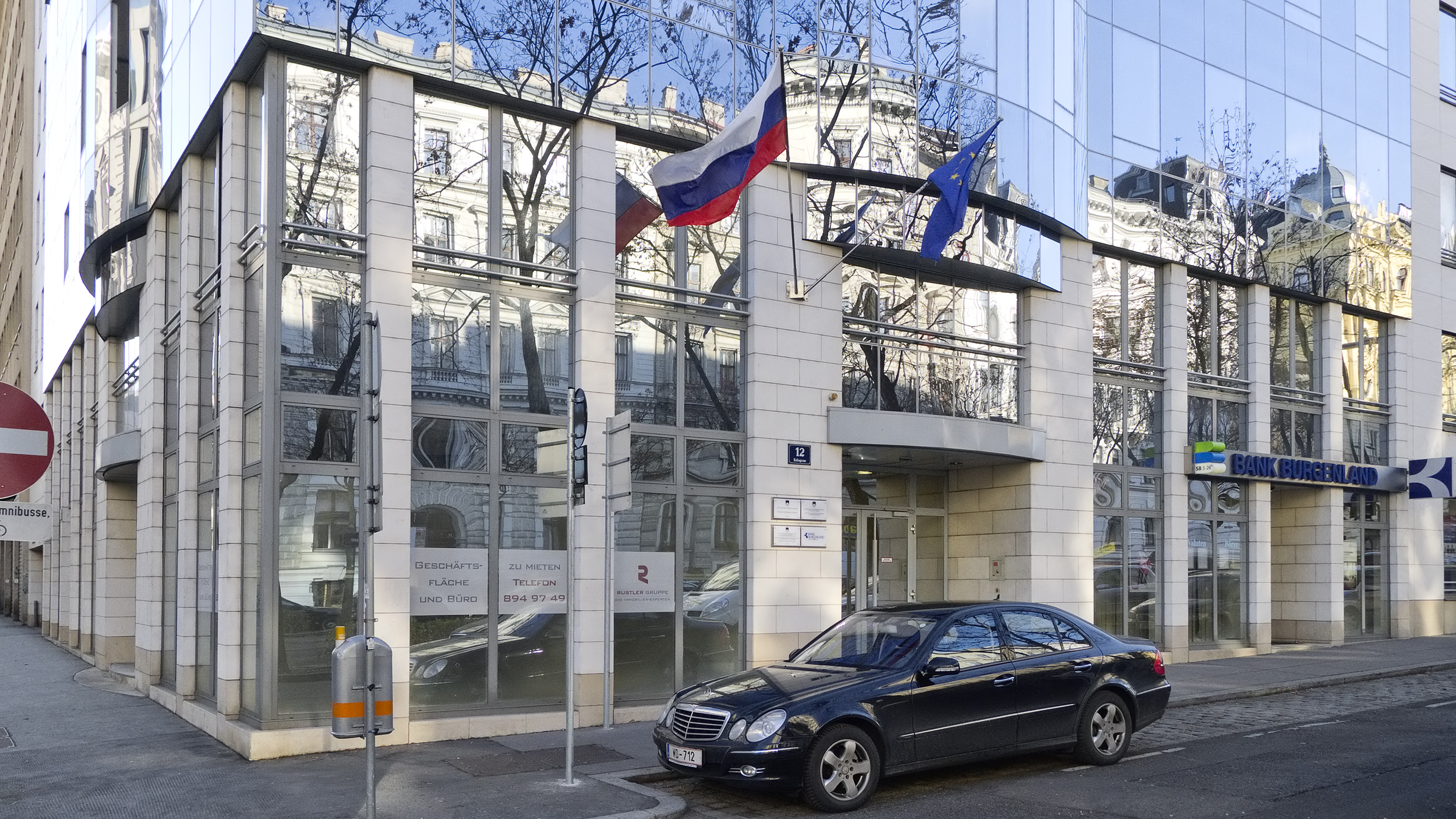
Slowenische Botschaft in Wien

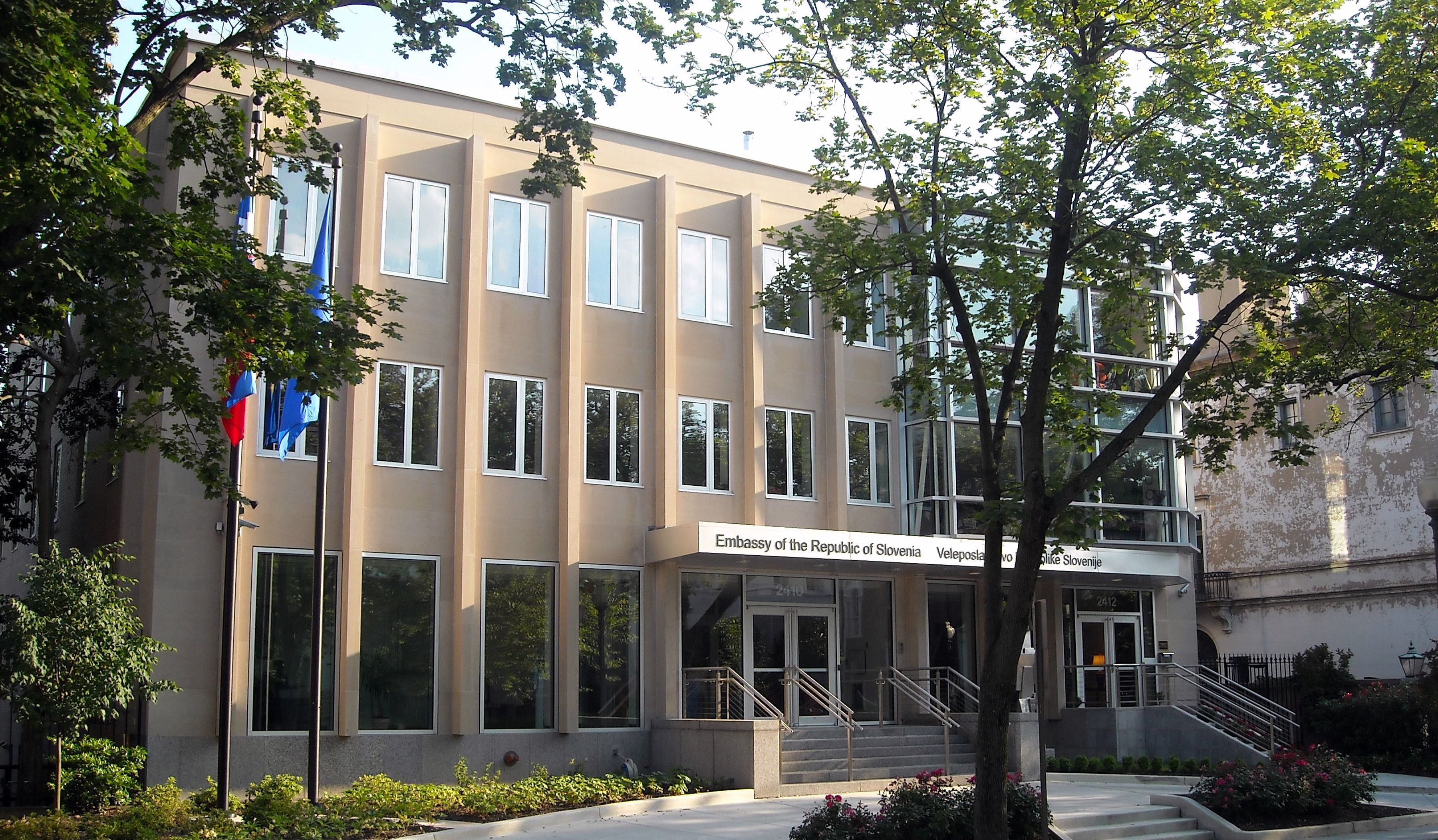
Slowenische Botschaft in Washington, D.C.

### Afrika
- Ägypten: Kairo, Botschaft
- Äthiopien: Addis Abeba, Botschaft
- Algerien: Algier, Botschaft

### Asien
| - Volksrepublik China: Peking, Botschaft - Volksrepublik China: Shanghai, Konsulat - Indien: Neu-Delhi, Botschaft - Iran: Teheran, Botschaft - Israel: Tel Aviv, Botschaft - Japan: Tokio, Botschaft | - Palästina: Ramallah, Ständige Vertretung - Philippinen: Manila, Generalkonsulat - Türkei: Ankara, Botschaft (→ Liste der Botschafter) - Türkei: Trabzon, Generalkonsulat - Vereinigte Arabische Emirate: Abu Dhabi, Botschaft |

### Australien und Ozeanien
- Australien: Canberra, Botschaft

### Europa
| - Albanien: Tirana, Botschaft - Belgien: Brüssel, Botschaft (→ Liste der Botschafter) - Bosnien und Herzegowina: Sarajewo, Botschaft - Bulgarien: Sofia, Botschaft - Dänemark: Kopenhagen, Botschaft - Deutschland: Berlin, Botschaft (→ Liste der Botschafter) - Deutschland: München, Generalkonsulat - Frankreich: Paris, Botschaft (→ Liste der Botschafter) - Frankreich: Toulouse, Konsulat - Griechenland: Athen, Botschaft - Irland: Dublin, Botschaft - Italien: Rom, Botschaft (→ Liste der Botschafter) - Italien: Mailand, Generalkonsulat - Italien: Triest, Generalkonsulat - Kosovo: Priština, Botschaft - Kroatien: Zagreb, Botschaft (→ Liste der Botschafter) - Lettland: Riga, Botschaft - Nordmazedonien: Skopje, Botschaft | - Montenegro: Podgorica, Botschaft - Niederlande: Den Haag, Botschaft - Österreich: Wien, Botschaft (→ Liste der Botschafter) - Österreich: Klagenfurt, Generalkonsulat - Polen: Warschau, Botschaft - Rumänien: Bukarest, Botschaft - Russland: Moskau, Botschaft (→ Liste der Botschafter) - Schweden: Stockholm, Botschaft - Schweiz: Bern, Botschaft (→ Liste der Botschafter) - Serbien: Belgrad, Botschaft - Slowakei: Bratislava, Botschaft - Spanien: Madrid, Botschaft - Tschechien: Prag, Botschaft - Ukraine: Kiew, Botschaft - Ungarn: Budapest, Botschaft (→ Liste der Botschafter) - Ungarn: Szentgotthárd, Generalkonsulat - Vereinigtes Königreich: London, Botschaft - Vatikanstadt: Rom, Botschaft |

### Nordamerika
- Kanada: Ottawa, Botschaft
- Kanada: Toronto, Generalkonsulat
- Vereinigte Staaten:  Washington, D.C., Botschaft (→ Liste der Botschafter)
- Vereinigte Staaten: Cleveland, Generalkonsulat

### Südamerika
- Argentinien: Buenos Aires, Botschaft
- Brasilien: Brasília, Botschaft

## Vertretungen bei internationalen Organisationen
- Europäische Union: Brüssel, Ständige Vertretung
- Europarat: Straßburg, Ständige Vertretung
- Vereinte Nationen: New York, Ständige Vertretung
- Vereinte Nationen: Wien, Ständige Vertretung
- Vereinte Nationen: Genf, Ständige Vertretung
- Organisation der Vereinten Nationen für Erziehung, Wissenschaft und Kultur (UNESCO): Paris, Ständige Vertretung
- Organisation der Vereinten Nationen für Ernährung und Landwirtschaft (FAO): Rom, Ständige Vertretung
- Heiliger Stuhl: Rom, Botschaft
- Organisation des Nordatlantikvertrags (NATO): Brüssel, Ständige Vertretung
- Organisation für wirtschaftliche Zusammenarbeit und Entwicklung (OECD): Paris, Ständige Vertretung
- Organisation für Sicherheit und Zusammenarbeit in Europa (OSZE): Wien, Ständige Vertretung